# Io, Mircea Voevod
Io, Mircea Voevod este un film românesc din 1967 regizat de Dumitru Done.